# Arkebuseringen av menige Slovik
Arkebuseringen av menige Slovik (originaltitel: The Execution of Private Slovik) är en amerikansk TV-film från 1974 baserad på William Bradford Huies bok med samma namn. Den hade världspremiär i USA den 13 mars 1974 och svensk premiär den 30 november samma år. Åldersgränsen var då 15 år.

## Handling
Berättelsen om Eddie Slovik som avrättades av armén 1945, den ende amerikanske soldat som avrättats för desertering sedan amerikanska inbördeskriget.

## Om filmen
Filmen är inspelad i Montréal.

## Rollista (urval)
- Martin Sheen - Eddie Slovik
- Mariclare Costello - Antoinette Slovik
- Ned Beatty - Fader Stafford
- Gary Busey - Jimmy Feedek
- Matt Clark - Dunn
- Paul Shenar - Crawford
- Charlie Sheen - barn på bröllopet (ej krediterad)

## Musik i filmen
- "Drum Boogie", framförd av The Andrews Sisters
- "Tangerine", framförd av Jimmy Dorsey
- "Paper Doll", framförd av The Mills Brothers
- "Is You Is Or Is You Ain't My Baby", framförd av Louis Jordan

## Utmärkelser
- 1974 - Emmy Award - Bästa bearbetning för TV-underhållningsprogram, Frank Morriss
- 1974 - Emmy Award - Bästa klippning, Frank Morriss
- 1975 - Eddie - Bästa TV-produktion, Frank Morriss